# Aradus betulae
Die Wanze Aradus betulae, auch Graubraune Rindenwanze genannt, ist die größte heimische Art der Rindenwanzen (Aradidae). Sie lebt von Porlingen wie dem Zunderschwamm.

## Merkmale
Aradus betulae erreicht eine Größe von 6,7 - 10,8 Millimetern. Die Seitenränder der Vorderflügel sind hell gefleckt.

## Verbreitung
Die Verbreitung erstreckt sich von Westeuropa bis zum Westen Russlands. Einen Schwerpunkt der Verbreitung zeigt die Art in Skandinavien.

## Lebensweise

### Habitate und ökologische Lebensraumbindung
Die Art ist an von Porlingen befallene Laubgehölze (Rotbuche, Birke oder Ahorn) gebunden.

### Ernährung
Sie ernährt sich von Porlingen wie Zunderschwämmen oder Stielporlingen.

## Systematik

### Synonyme
- Cimex betulae Linnaeus, 1758

### Unterarten
Aradus betulae ist monotypisch.

## Bedrohung und Schutz
Die Art ist in Deutschland selten und gilt als gefährdet.